# Warner Bros. Entertainment
Warner Bros. Entertainment Inc. (früher Warner Brothers; häufig nur Warner Bros., abgekürzt WB) ist eine US-amerikanische Film- und Fernsehgesellschaft und eines von sieben eigenständigen Unternehmen innerhalb von Warner Bros. Discovery. Das Unternehmen gehört zu den sogenannten Major-Studios, den zuletzt sechs (nun fünf, nach der Übernahme von 20th Century Fox durch die Walt Disney Group) größten Filmunternehmen in den Vereinigten Staaten. Sitz des Unternehmens ist Burbank im US-Bundesstaat Kalifornien.

## Geschichte
Die vier aus Polen stammenden Brüder Harry, Albert, Samuel und Jack L. Warner gründeten die Filmgesellschaft, indem sie ihren Vater, der im Liefergewerbe tätig war, im Jahre 1903 überredeten, sein Pferd und eine goldene Uhr zu versetzen, um einen der ersten Filmprojektoren, das Edison-Kinetoskop, zu erwerben. Damit führten sie an unterschiedlichen Standorten in den Vereinigten Staaten Filme als Jahrmarktsattraktion vor, da Kinos im heutigen Sinne noch nicht üblich waren. Mit diesem Geschäft legten die Warner-Brüder den finanziellen Grundstein für ihr Filmgeschäft. Später begannen sie, eigene Filme zu produzieren und konnten 1918 mit dem Erlös ein Filmstudio am Sunset Boulevard errichten. Sie hatten sich die Rechte an den Memoiren von James W. Gerard gesichert; die Verfilmung seiner Zeit als Botschafter in Berlin wurde ein kommerzieller Erfolg.
Das Unternehmen Warner Brothers Pictures, Inc. wurde schließlich 1923 in Hollywood (Kalifornien) gegründet.
Warner Bros. brachte 1927 mit Al Jolson als The Jazz Singer den ersten Tonfilm heraus. Beliebt wurden in den 1930ern die als Looney Tunes bekannten Zeichentrickfilme von WB: 1931 erblickte die Figur Sillo der Bär, das Licht der Leinwand, 1935 Schweinchen Dick, 1937 Daffy Duck und 1940 schließlich Bugs Bunny. In dieser Zeit der Weltwirtschaftskrise war das Studio ebenfalls für seine realistischen und manchmal gesellschaftskritischen Filme bekannt, zu denen etwa die Gangsterfilme mit Schauspielern wie James Cagney oder der das amerikanische Gefängnissystem hinterfragende Jagd auf James A. gehörten. Den Gegensatz zu diesen harten Stoffen bildeten Abenteuerfilme, etwa Robin Hood, König der Vagabunden mit Errol Flynn, der 1938 die bis dahin teuerste Warner-Produktion war, sowie Melodramen und Frauenfilme mit Schauspielerinnen wie Bette Davis und Kay Francis. Vor, aber hauptsächlich während des Zweiten Weltkriegs, wurden in den Warner Studios hochkarätige und teils politische Filme gedreht. Der bekannteste Vertreter ist Michael Curtiz’ Casablanca, der seine allererste Aufführung im gerade von den Alliierten besetzten Marokko erfuhr, in Casablanca selbst.

In den 1950er Jahren drehte das Studio auch eine Reihe von 3D-Filmen, darunter den einzigen 3D-Film, den Alfred Hitchcock drehte, Bei Anruf Mord (1954), und John Waynes 3D-Film Man nennt mich Hondo (1953), der als Vorlage für eine spätere Fernsehserie diente. Auch jener 3D-Film, der als einer der besten angesehen wird, stammt von Warner: Das Kabinett des Professor Bondi mit Vincent Price aus dem Jahre 1953.

Logo von 2019 bis 2023, entworfen von Pentagram, verwendet seit 2019 zusammen mit dem 2023 Logo, entworfen von Chermayeff & Geismar & Haviv.

Andere Version des Warner Bros. Logos mit dem Ring, verwendet als neues Logo von Warner Bros. Pictures

Das Filmstudio wurde 1967 von Seven Arts übernommen und zu Warner-Seven Arts fusioniert, welche wiederum zwei Jahre später vom Mischkonzern Kinney National übernommen wurde. 1972 änderte Kinney National, nachdem man sich von allen anderen Geschäftszweigen, außer dem Filmgeschäft getrennt hatte, ihren Namen in Warner Communications. Mit der Unendlichen Geschichte gelang 1984 der Einstieg in ein neues boomendes Genre von Fantasyfilmen. 1989 fusionierte Warner Communications mit dem Verlagshaus Time zu Time Warner.
Im Oktober 1996 fusionierte der Medienkonzern ein weiteres Mal, diesmal mit Ted Turners Turner Broadcasting System (TBS). Neben etlichen Kabelsendern (darunter CNN und Cartoon Network) brachte TBS eine Filmbibliothek mit in den Konzern ein. Diese umfasste die Warner-Produktionen von vor 1948 (diese waren 1956 an Associated Artists Productions verkauft worden und gingen 1958 durch Verkauf an die United Artists über), sämtliche Metro-Goldwyn-Mayer-Produktionen von vor 1986, sowie diverse Zeichentrick-Produktionen von William Hanna und Joseph Barbera (Familie Feuerstein, Die Jetsons, Tom und Jerry).
2000 stieß Warner Bros. die verlustreiche Printsparte Warner Books an den Internet-Riesen AOL für umgerechnet zwölf Milliarden Euro ab.
Im Jahr 2019 ging Warner ein Joint Venture mit Universal ein, welches beinhaltet, dass der eine den Home-Entertainment-Vertrieb des jeweils anderen je nach Region übernimmt. In Mitteleuropa (also auch in Deutschland) gibt Warner somit den Heim-Vertrieb seiner Filme und Serien an Universal ab.

## YouTube-Affäre
Der US-Verbraucherschutz Federal Trade Commission stellte im Juli 2016 fest, dass Warner Bros. mehreren YouTubern Tausende US-Dollar für eine positive Spiel-Rezension zum Spiel Mittelerde: Mordors Schatten zahlte, unter anderem auch dem erfolgreichen YouTuber PewDiePie. PewDiePie selbst bezeichnete die damalige Rechtslage in einem seiner Videos als Grauzone.

„The FTC charge stated that Warner Bros. deceived customers by paying thousands of dollars to social media ‚influencers,‘ including YouTube megastar PewDiePie, to cover Middle Earth: Shadow of Mordor without announcing that money had changed hands.“

Warner Bros. akzeptierte das Urteil der FTC. Zu einer Geldstrafe wurde Warner Bros. noch nicht verurteilt, dies droht erst bei einem weiteren Verstoß.

## Aktivitäten
Der Konzern beteiligte sich zudem an Freizeitparks bzw. gab Lizenzen für Fahrgeschäfte und dort auftretende Charaktere aus, um sich dann in den 1990ern massiv selbst ins Freizeitparkgeschäft zu werfen. Zunächst übernahm man die Six-Flags-Gruppe vollständig, welche schon Attraktionen mit WB-Marken wie Superman betrieb.
Die gemeinsam mit dem australischen Medienkonzern Village Roadshow Limited gegründete Warner Bros. Movie World an der australischen Goldküste machte den Anfang für eine neue Strategie, auf WB gemünzte Themenparks nach dem Vorbild von z. B. Disneyland oder dem Universal-Studios-Themenpark zu betreiben. In den angrenzenden Filmstudios wurde bereits so mancher Blockbuster produziert.
1996 versuchte man diesen Erfolg in Europa zu wiederholen und eröffnete in Bottrop die Warner Bros. Movie World Germany. Auch hier mit mehreren tonsicheren Studios und Vorbauhallen, die unmittelbar mit der ersten Produktion: Die Story von Monty Spinnerratz, Regie: Michael F. Huse voll ausgelastet wurden.
In den folgenden Jahren wurden WB-Stores eröffnet, eine Kinokette errichtet und ein weiterer Freizeitpark in Europa geplant. Aus diesem Grund verkaufte man die US-Parks der Six Flags an die Premier-Gruppe, um sich auf das Geschäft der Movie-World-Parks zu konzentrieren.
Der letzte wurde zwar 2002 in Madrid eröffnet, jedoch schon während der Bauphase zusammen mit dem deutschen Pendant verkauft. Und zwar ebenfalls an die Premier-Gruppe, die zeitnah den Namen der bekannteren Tochtergesellschaft Six Flags annahm.
WB verdiente wieder nur noch über Lizenzen auftretender Namen und Charaktere mit. (Bereits 2004 wurde die deutsche Movie World erneut weiterverkauft. Derzeitiger Eigentümer ist Parques Reunidos, jedoch ohne WB-Lizenzen, so dass dieser Park seit 2005 Movie Park Germany heißt.)
WB zog sich nun auch aus anderen Bereichen wieder zurück: Die Kinos wurden an Village Roadshow abgegeben und zunächst unter deren Namen weiterbetrieben (und später nochmals verkauft). Die Berliner Verkaufsvertretung wurde geschlossen.
Im Jahre 2004 verkaufte Warner zudem seine Musiksparte Warner Music Group, um sich, wie es offiziell hieß, wieder mehr auf das Filmgeschäft zu konzentrieren.

## Vorgehen gegen Filesharing
2021 wurde eine ältere Frau ohne eigenen Computer zu einer Zahlung von 2000 EUR an Warner Bros. Entertainment verurteilt. Sie ist die Inhaberin eines Anschlusses, auf dem eine Freifunk-Software installiert war. Über diesen wurde illegales Filesharing betrieben.

## Produktionen
Zu den jüngeren besonders erfolgreichen Produktionen zählen unter anderem Filmreihen wie Harry Potter oder Matrix und die Lethal-Weapon-Filmreihe. Ältere Filmreihen sind Comicverfilmungen wie Schweinchen Dick (1935), Bugs Bunny (1940), Batman oder Superman (1948). Unter den Spielfilm-Klassikern findet sich als bekanntester Vertreter Casablanca (1943).
Warner hatte einen in der Filmgeschichte einzigartigen Vertrag mit Stanley Kubrick, der dem Regisseur nahezu vollkommene Kontrolle über seine Filme zusicherte – einschließlich der Vermarktung und schließlich sogar einem Anteil am Video-Verkauf des Metro-Goldwyn-Mayer-Films Vom Winde verweht (1939).

## Veröffentlichungen
Zunächst hatte sich Warner Bros. verpflichtet, seine Filme auf beiden DVD-Nachfolgeformaten, HD DVD und Blu-ray zu veröffentlichen, dann gab das Studio allerdings bekannt, ab Mai 2008 seine Filme ausschließlich auf Blu-ray zu veröffentlichen.
Die Verkündung der Abkehr von der HD DVD war letztendlich einer der gewichtigen Gründe, die das Ende des Formatkrieges und somit den Sieg der Blu-ray einläuteten.
Aus dem UMD-Geschäft sei der Ausstieg ebenfalls geplant, denn das für die PSP von Sony entwickelte Format sei defizitär.
Außerdem vertreibt Warner Bros. seine Filme über viele digitale Plattformen wie zum Beispiel über den Xbox Live Marktplatz (In Europa sogar das erste verfügbare Filmstudio) oder über den Apple iTunes Store.

## Unternehmensgliederung
Warner Bros. Entertainment besteht heute nach wie vor aus dem Kernsegment Warner Bros. Pictures sowie diversen Tochtergesellschaften und Marken, die im Laufe der Jahre gegründet oder dazugekauft wurden. Im Wesentlichen präsentiert sich das Unternehmen heute wie folgt:
- Warner Bros. Pictures Group
  - Warner Bros. Pictures (1923)
  - New Line Cinema (1967)
  - Turner Entertainment (1986)
  - Castle Rock Entertainment (1987)
  - The Wolper Organization
  - WaterTower Music (2000)
  - Flagship Entertainment (2015; 49 %)
  - HOOQ (2015; mit Sony und Singtel)
  - Spyglass Media Group (1998; Teile)
  - Warner Bros. Studio Facilities
  - Ehemalige:
    - DC Films (2016–2022)
    - Dark Castle Entertainment (1999–2014)
    - Warner Independent Pictures (2003–2008)

- Warner Bros. Television Group
  - Warner Bros. Television
  - Alloy Entertainment
  - Telepictures Productions
  - Warner Bros. International Television Production
  - Warner Bros. Television Networks
    - The CW (50 %)
    - Turner Classic Movies
    - Warner TV
    - WB Channel

  - Turner Studios
  - Studio T

- Warner Bros. Home Entertainment Group
  - Warner Home Video
    - HBO Home Entertainment

  - Warner Bros. Games
    - TT Games
    - Monolith Productions

  - Fandango Media (25 %)
    - Movies.com

- Warner Bros. Global Brands and Experiences
  - Warner Bros. Themed Entertainment
    - Warner Bros. Movie World
    - Parque Warner Madrid
    - Warner Bros. World Abu Dhabi
    - Warner Bros. Studio Tours

  - Warner Bros. Consumer Products

- Warner Bros. Global Kids & Young Adults
  - Warner Bros. Pictures Animation
  - Warner Bros. Animation
    - Hanna-Barbera Cartoons, Inc./Cartoon Network Studios

  - LTS Garðbær Studios
  - Cartoon Network
  - Adult Swim
  - Boomerang
  - Cartoonito
  - Pogo
  - Tooncast

- Warner Bros. Digital Networks
  - DC Universe
  - Stage 13
  - Uninterrupted
  - Ellen Digital Ventures

## Mediale Rezeption
- Eckhart Schmidt, Regie: Hollywood Gangster. Dokumentarfilm, D, 2008, 59 Min.

Schmidt zeigt die Highlights des Genres zwischen Western-Wurzeln, Filme über die Prohibition, Soziale Gangster der 1960/1970er bis zum Drogen-Handel der Gegenwart. Bekannte Regisseure und Kritiker wie Peter Bogdanovich, Alain Silver, Steven Gavdos und William Wellman Jr. kommentieren die wichtigsten Warner-Gangster-Filme.